# Onze vogels in huis en tuin
Onze vogels in huis en tuin is een werk in drie delen, geschreven en geïllustreerd door John Gerrard Keulemans. Samen bevatten de delen 200 kleurenlitho's met inheemse of exotische vogelsoorten. Elke afgebeelde vogelsoort wordt besproken in een tekst van twee tot dertien pagina's. De drie delen hebben elk een titelpagina met een identieke litho in zwart-wit, waarop een aantal vogels is afgebeeld.

## Bibliografische gegevens
- Keulemans, J.G. (1869) - Onze vogels in huis en tuin, beschreven en afgebeeld door J.G. Keulemans, adsistent aan 's Rijks Museum van Natuurlijke Historie. Deel I. Leiden : P.W.M. Trap.[2]
- Keulemans, J.G. (1873) - Onze vogels in huis en tuin, beschreven en afgebeeld door J.G. Keulemans, adsistent aan 's Rijks Museum van Natuurlijke Historie. Deel II. Leiden : P.W.M. Trap.[3]
- Keulemans, J.G. (1876) - Onze vogels in huis en tuin, beschreven en afgebeeld door J.G. Keulemans, adsistent aan 's Rijks Museum van Natuurlijke Historie. Deel III. Leiden : P.W.M. Trap.[4]

De delen hebben geen pagina-nummers.

## Ontstaan
Keulemans werd in 1842 geboren in Rotterdam (dat is in dit werk nog goed terug te vinden; bij veel waarnemingen wordt Rotterdam genoemd). Hij kreeg al op jeugdige leeftijd een betrekking als assistent bij het Rijksmuseum van Natuurlijke Historie te Leiden. In 1869 verhuisde hij naar Engeland. In datzelfde jaar verscheen het eerste deel van Onze vogels in huis en tuin, zijn eerste grote werk. Het zou uitgroeien tot drie delen, waarin in totaal 200 platen waren opgenomen. Daarvan hadden er ruim 120 betrekking op voor Nederland inheemse vogels, speciaal op de zangvogels, terwijl de overige platen exotische vinkjes, wevervogels, kakatoes, parkieten, duiven- en hoenderrassen tonen. Die exoten behoorden tot de soorten die destijds het meest werden aangetroffen in kooi of hoenderhof.
Keulemans schreef zelf de tekst van dit werk. Uit die tekst blijkt dat hij met verschillende afgebeelde soorten dagelijks omgang had. Sommige hield hij in een kooi; andere, zoals de grauwe vliegenvanger en de zwarte mees vlogen vrij in zijn kamer rond en vingen er de vliegen; een zeer tam exemplaar van zo'n zwarte mees sliep 's nachts in een rol tekenpapier.

## Naamgeving

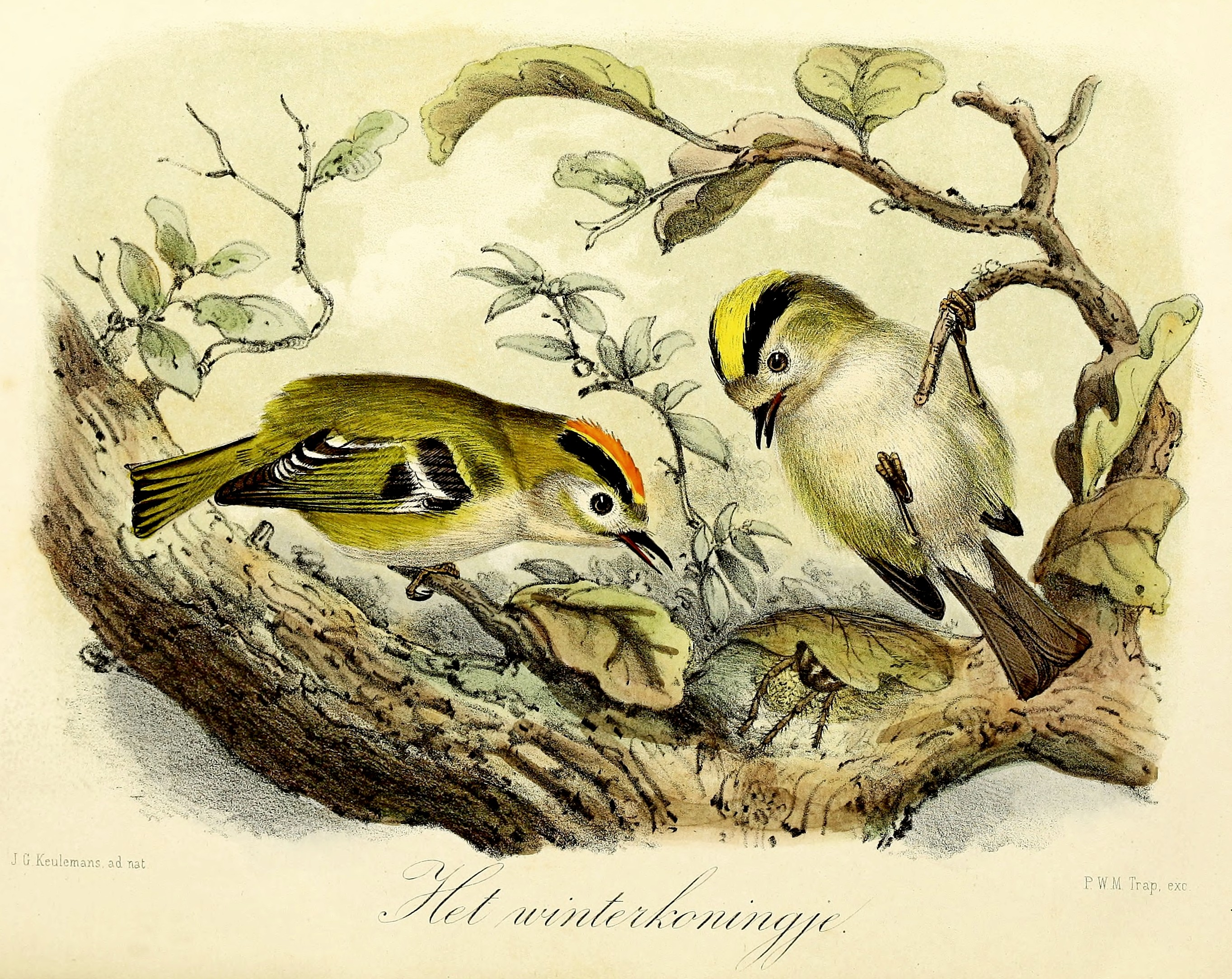
Wat Keulemans 'Het winterkoningje' noemde, wordt tegenwoordig Goudhaantje genoemd

Veel van de namen die Keulemans gebruikt, worden tegenwoordig niet meer gebruikt. Er zijn ook veel namen veranderd in die zin dat een naam die Keulemans aan een bepaalde vogelsoort (of -ondersoort) geeft tegenwoordig de Nederlandse naam van een andere vogelsoort is.
Een voorbeeld: deel I plaat 2: Kleine geelkuifkakatoe (Cacatua triton) - tegenwoordig heet die: Triton geelkuifkaketoe (Cacatua galerita triton), een ondersoort van de Grote geelkuifkaketoe (Cacatua galerita), en in deel III komt op plaat 5 de “Kleinste geelkuifkakatoe” (Cacatua sulphurea) in beeld; die heet tegenwoordig Kleine geelkuifkaketoe.
Behoorlijk lastig wordt het bij het winterkoninkje (Troglodytes troglodytes). Wat wij een winterkoning noemen, noemde Keulemans “sluiper”. Zijn “winterkoning” is ons goudhaantje (Regulus regulus). Waarom Keulemans ervoor koos om deze “hoogst ongebruikelijke namen in zijn werk” te introduceren, is niet duidelijk.
Op een andere plaats maakt Keulemans duidelijk dat hij de namen fitis en tjiftjaf niet goed vindt; daarom noemt hij de eerste soort zomerzanger en de andere lentezanger.
Dat Keulemans een geheel eigen stijl van naamgeving hanteert blijkt ook bij zijn beschrijving van "rietzanger" en "kleine karekiet" (in deel 3). Met de rietzanger blijkt hij de kleine karekiet te bedoelen. Als hij vervolgens de kleine karekiet bespreekt, blijkt hij de rietzanger te bedoelen.
Wat betreft het goudhaantje (Regulus regulus) en het vuurgoudhaantje (Regulus ignicapilla) is de door Keulemans gehanteerde naamgeving hoogst verwarrend. Hij noemt Regulus ignicapilla: goudhaantje. Regulus regulus noemt hij: winterkoningje.
Ook bij de "tropische" soorten is de manier waarop Keulemans met de naamgeving omspringt soms ronduit verwarrend. Bij de behandeling van de roodvoorhoofdwever (Euplectes hordeaceus) - die Keulemans overigens "oranjewever" (Euplectes flammiceps) noemt - stelt hij voor om Euplectes ignicolor "vuurvogel" te noemen. Als hij dan vervolgens Euplectes ignicolor behandelt noemt hij deze "Franciskaan", terwijl deze soort tegenwoordig "oranjewever" (Euplectes franciscanus) heet.

## Inhoud
Behalve een groot aantal inheemse vogelsoorten, bevat Onze vogels in huis en tuin ook afbeeldingen en tekst over volièrevogels, tamme duivensoorten en allerlei hoenders. Zo wisselen in het begin van het eerste deel de steenuil Athene noctua, de Triton geelkuifkaketoe Cacatua galerita subsp. triton, de grasparkiet Melopsittacus undulatus en de vlaamse gaai Garrulus glandarius elkaar af.
Keulemans is vooral wereldberoemd geworden vanwege zijn platen. In totaal illustreerde hij met ongeveer 3800 platen ten minste 147 boekwerken! Maar in Onze vogels in huis en tuin laat Keulemans zich ook kennen als een “uitstekend vogelwaarnemer”, een kenner van het voorkomen van de beschreven soorten (alhoewel er wat dit betreft verschillende typisch negentiende-eeuwse fouten in het werk zitten), en een kenner van het gedrag van de vogels, zowel in het wild als in gevangenschap.

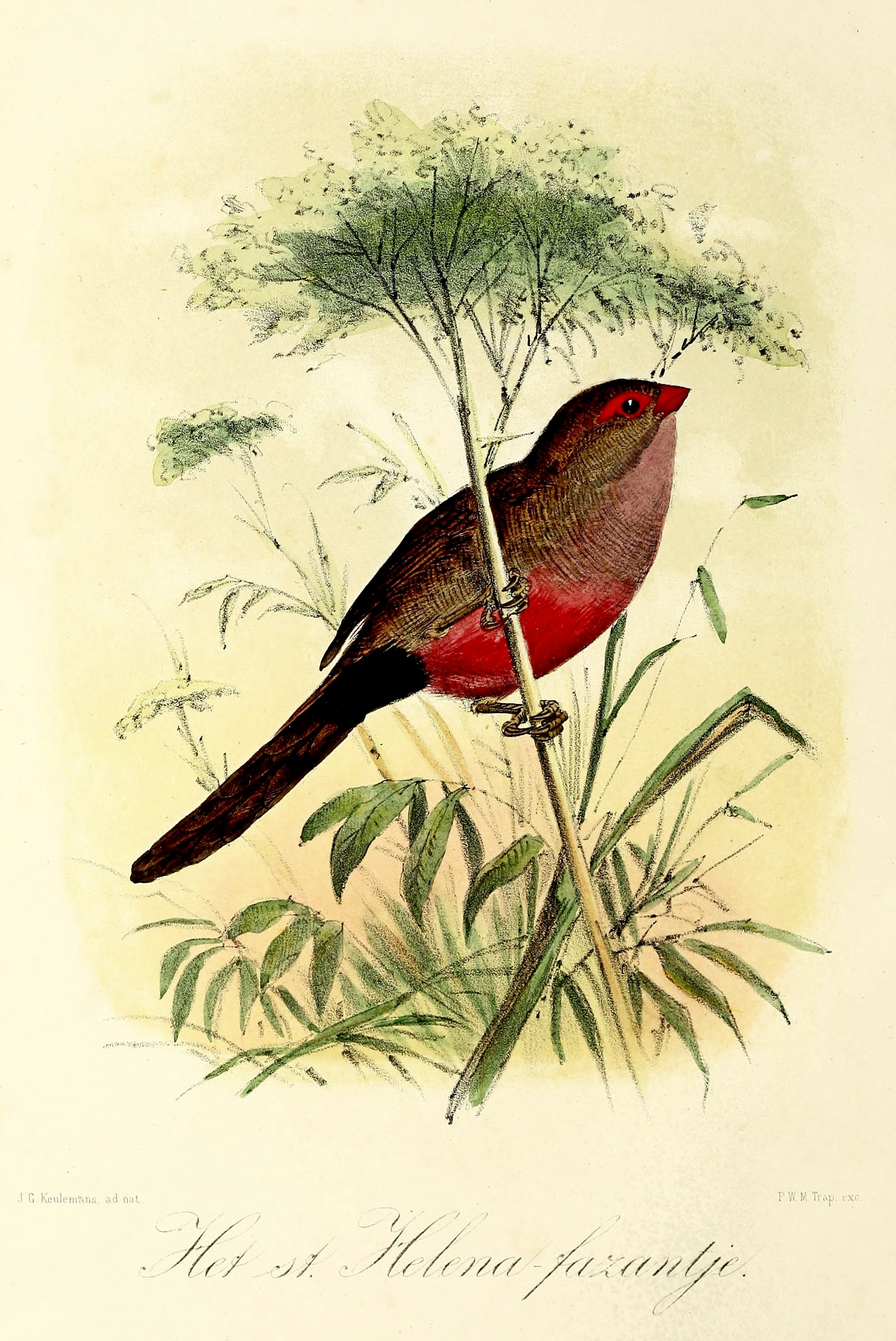
Sint-Helenafazantje

Op verschillende plaatsen bevatten de teksten unieke waarnemingen van vogels in het wild. Bijvoorbeeld in de beschrijving van de grijze roodstaartpapegaai Psittacus erithacus in deel 2 vinden we een uitgebreid verslag van veldwaarnemingen, gedaan aan deze soort op het eiland Principe in de Golf van Guinee. Keulemans verbleef daar rond 1865 gedurende ongeveer een jaar. Het hoofdstuk over de koekoek Cuculus canorus, dat met 13 pagina's tekst veruit het langste van alle beschrijvingen is, geeft een uitgebreide weergave van veldwaarnemingen die Keulemans verrichtte.
De tekst van de boeken geeft een goed beeld van waar een vogelaar in de tweede helft van de 19e eeuw mee bezig was; dat waren heel andere dingen, dan de activiteiten van een tegenwoordige vogelaar! Allereerst waren er natuurlijk gedragswaarnemingen. Maar om vogels goed te bekijken, moesten ze worden “verzameld”, d.w.z.: geschoten of op een andere manier gevangen (en gedood). Ook het leeghalen van nesten was een “normale” activiteit.
Opmerkelijk is dat bijna bij elke vogelsoort nauwkeurige instructies gegeven worden over hoe ze levend gevangen kunnen worden: met “de uil” (bedoeld is de steenuil), en lijmstokjes, of met behulp van netten.
Daarnaast bevatten de teksten uitgebreide aanbevelingen voor het in leven houden van ongeveer alle soorten inheemse vogels: de grootte en het type kooi, het voedsel, enz. Regelmatig worden aanwijzingen gegeven hoe men gekooide vogels het best tot zingen kan brengen. Ook kan men soms lezen welke vogels kunnen leren “praten”.

Op verschillende plaatsen kan men nuttige tips vinden, als het gaat om het kopen van vogels bij een handelaar. Zo wordt bijvoorbeeld over de geelgors gezegd: 
De zoo wonderlijk fraai gele voorwerpen, die wij dikwijls bij vogelkoopers zien, zijn geene oude voorwerpen of gele verscheidenheden, maar zoogenaamd geknipte, van welke men namelijk de donkere puntjes der kop- en nekveêren heeft afgeknipt, om hun een fraaijer voorkomen te geven en ze daardoor des te beter aan den man te kunnen brengen.— 
 En bij de goudvink wordt geschreven dat sommige handelaren de vogels kunstmatig bijkleuren. Ook worden hier handelsprijzen gegeven, zoals dat ook op verschillende andere plaatsen gebeurt.
Keulemans liet zelf - blijkens zijn teksten - regelmatig vogels los in huis rondvliegen. Hij beschrijft bijvoorbeeld het gedrag van een halftamme spreeuw, die netjes ging zitten wachten als hij aan het middagmaal zat, totdat hij een stukje eten op de rand van zijn bord legde en die 's nachts op de rand van een spiegel sliep.

Zijn warme en diepgaande belangstelling voor het kweken en verzorgen van kooivogels blijkt bijvoorbeeld uit de beschrijving van het Sint-Helenafazantje. De eerste tien dagen dat het wijfje zit te broeden, moet ze zo veel mogelijk met rust gelaten worden, maar vervolgens, 
moet men tegen den tienden of twaalfden dag een weinig hard gekookte ei, fijn gehakt en met beschuitkruimels gemengd, in de kooi plaatsen en dit voeder in ieder geval dagelijks ververschen, opdat het broeistertje in de behoeften van hare aanstaande nakomelingen kunne voorzien.
Wanneer de jongen het broeikastje verlaten en zich reeds in de kooi bewegen, verandere men langzamerhand het gehakt ei in geweekt tarwebrood, en late eindelijk ook dit laatste achterwege, wanneer de jongen, omstreeks drie weken oud zijnde, zaad kunnen eten; evenwel kan men dan nog dagelijks eenige broodkruimels onder het zaad mengen en het zaad in water weeken, alvorens het hun toe te dienen.

## Gegevens over het voorkomen van vogelsoorten
Alhoewel men vanzelfsprekend historische gegevens over de verspreiding van vogelsoorten met zorgvuldigheid moet betrachten, kunnen dergelijke gegevens wel informatie geven over veranderingen in het voorkomen van soorten. Men mag bijvoorbeeld rustig aannemen dat de gegevens van Keulemans over de verspreiding van de vink betrouwbaar zijn; die wijken behoorlijk af van de huidige situatie.